# Le Tranger

Le Tranger este o comună în departamentul Indre, Franța. În 1 ianuarie 2022 avea o populație de 171 de locuitori.